# Ona Munson

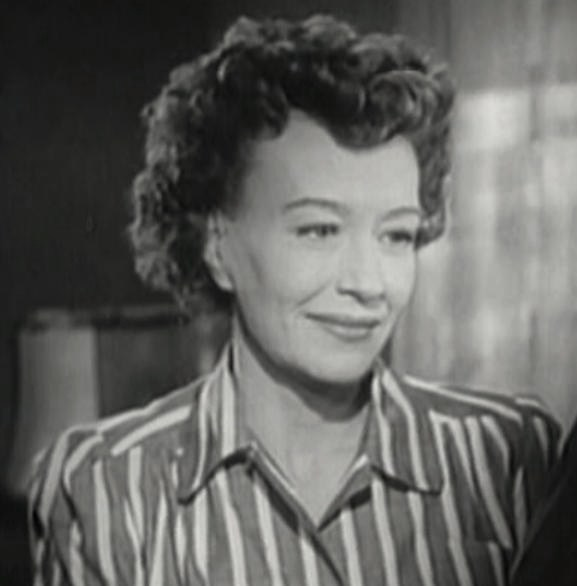
Ona Munson en The Red House (1947)

Ona Munson (Portland, Oregón; 16 de junio de 1903-Nueva York, 11 de febrero de 1955) fue una actriz de cine y teatro estadounidense, quizás su papel más conocido fue el de la prostituta Belle Watling en la película Lo que el viento se llevó (1939).

## Vida y carrera

### 1903-1918: primeros años de vida
Munson nació como Owena Elizabeth Wolcott el 16 de junio de 1903 en Portland, Oregón, la última de los cuatro hijos de Owen Wolcott y Sally Wolcott (de soltera, Gore) Sus tres hermanos mayores murieron en la infancia, por lo que Munson fue la primera superviviente y única hija. Munson era de ascendencia franco-canadiense; su abuela paterna emigró desde Quebec en 1865.
Munson se crio en Portland, donde asistió a la Catlin Gabel School (entonces conocida como Miss Catlin's School), y desarrolló una afinidad por la literatura inglesa.

### 1919-1929: Carrera en Broadway
Su primer papel de renombre fue en el teatro en Broadway donde cantaba y bailaba en la original producción No, No, Nanette. A partir de aquí, Munson desarrolló su carrera en los escenarios y la radio durante la década de los años 30 en Nueva York, y si bien llegó a interpretar obras como Los espectros (1935), de Henrik Ibsen, se había especializado en el género musical, con piezas como Twinkle, Twinkle (1926), Manhattan Mary (1927) o Hold Everything (1928), en la que interpretaba el tema "You're the Cream in My Coffee".
El 16 de julio de 1926 se casó con su primer marido, el también actor de teatro Edward Buzzell.

### 1930-1940: Mudanza a Hollywood
Munson se trasladó a Los Ángeles en 1930 y apareció en la película de Warner Bros. Going Wild. Originalmente, esta película estaba pensada como un musical, pero todos los números se eliminaron antes del estreno debido al desagrado del público por los musicales, que prácticamente saturaron el cine en 1929-30. Tras su divorcio de Buzzel en 1931, Munson mantuvo un breve romance con el cineasta Ernst Lubitsch antes de su matrimonio con Vivian Gaye. Ona Munson apareció el año siguiente en la comedia musical Hot Heiress en la cual canta bastantes temas con su coprotagonista Ben Lyon. También participó en Broadminded (1931) y Five Star Final (1931). A partir de ahí se retiró temporalmente de la pantalla hasta su retorno en 1938.

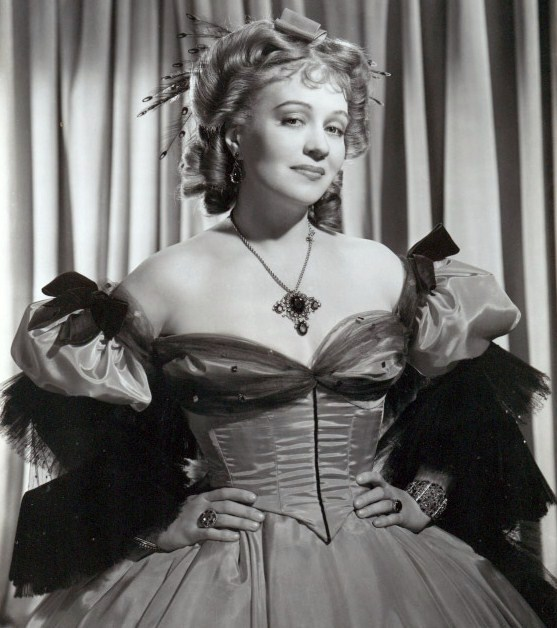
Munson como Belle Watling en Lo que el viento se llevó (1939)

Cuando David O. Selznick preparaba el reparto de su producción Lo que el viento se llevó, anunció en un primer momento a Mae West en el papel de Belle, pero solo se trató de un truco publicitario. Tallulah Bankhead rechazó el papel ya que era muy corto. La propia Munson era la antítesis de la voluptuosa Belle: alta, pecosa, y de constitución delgada. Pero ella consiguió imprimir su impronta al personaje por medio de una voz que marcaba todo su carácter, imponiendo a su personaje una voz profunda y marcada con un alto contenido erótico. El aspecto necesario para el personaje de Belle fue trabajo de los departamentos de vestuario y maquillaje.
La carrera de Munson se estancó por la aclamación de Lo que el viento se llevó; durante el resto de su carrera, fue encasillada en papeles similares. Así dos años más tarde, incursionó con éxito de nuevo en el papel de madame, en este caso china, en la película de cine negro de Josef von Sternberg El embrujo de Shanghai, una parte de él escrito, al parecer, por Anna May Wong.
En 1940, Munson tuvo un intenso romance con la dramaturga Mercedes de Acosta mientras trabajaba para Republic Pictures en Los Ángeles: en una carta a Acosta, Munson escribió "Anhelo tenerte en mis brazos y derramar mi amor en ti".

## Vida personal
Munson se casó tres veces, con el actor y director Edward Buzzell en 1927, con Stewart McDonald en 1941, y con el diseñador Eugene Berman en 1949. También tuvo numerosas relaciones lésbicas, entre ellas con Alla Nazimova y Mercedes de Acosta.

## Muerte
Acosada por la mala salud derivada de una intervención quirúrgica no identificada, Munson se suicidó a la edad de 51 años con una sobredosis de barbitúricos en su apartamento de The Belnord en el Upper West Side de Manhattan. Su cuerpo fue descubierto por su marido Berman en la tarde del 11 de febrero de 1955. Una nota encontrada junto a su cama decía: "Esta es la única manera que conozco para ser libre de nuevo... Por favor, no me sigas". La autopsia determinó que Munson había ingerido los barbitúricos entre las 4:00 y las 6:00 horas del 11 de febrero.
Fue enterrada en el cementerio de Ferncliff en Hartsdale, Nueva York.
Por su contribución a la industria del cine, Ona Munson tiene una estrella en el camino de la fama, en el número 6211 de Hollywood Boulevard.

## Filmografía
| Año  | Título                    | Rol                | Notas      | Ref.   |
| ---- | ------------------------- | ------------------ | ---------- | ------ |
| 1928 | The Head of the Family    |                    | Uncredited | [ 13 ] |
| 1930 | Going Wild                | Ruth Howard        |            | [ 14 ] |
| 1931 | The Hot Heiress           | Juliette           |            | [ 14 ] |
| 1931 | Broadminded               | Constance Palmer   |            | [ 14 ] |
| 1931 | Five Star Final           | Kitty Carmody      |            | [ 14 ] |
| 1938 | His Exciting Night        | Anne Baker         |            | [ 14 ] |
| 1938 | Dramatic School           | Student            | Uncredited | [ 14 ] |
| 1939 | Scandal Sheet             | Kitty Mulhane      |            | [ 14 ] |
| 1939 | Legion of Lost Flyers     | Martha Wilson      |            | [ 14 ] |
| 1939 | Lo que el viento se llevó | Belle Watling      |            | [ 8 ]  |
| 1939 | The Big Guy               | Mary Whitlock      |            | [ 14 ] |
| 1940 | Wagons Westward           | Julie O'Conover    |            | [ 14 ] |
| 1941 | Lady from Louisiana       | Julie Mirbeau      |            | [ 8 ]  |
| 1941 | Wild Geese Calling        | Clarabella         |            | [ 14 ] |
| 1941 | The Shanghai Gesture      | 'Mother' Gin Sling |            | [ 8 ]  |
| 1942 | Drums of the Congo        | Dr. Ann Montgomery |            | [ 14 ] |
| 1943 | Idaho                     | Belle Bonner       |            | [ 14 ] |
| 1945 | The Cheaters              | Florie Watson      |            | [ 14 ] |
| 1945 | Dakota                    | Jersey Thomas      |            | [ 14 ] |
| 1947 | The Red House             | Mrs. Storm         |            | [ 14 ] |